# نادي ريفر تيريزينا
نادي أتلتيكو ريفر تيريزينا لكرة القدم (بالبرتغالية: Ríver Atlético Clube‏) ، هو نادي كرة قدم برازيلي، أسس سنة 1946 م.

## وصلات خارجية
- الموقع الرسمي

لم يتم العثور على روابط لمواقع التواصل الاجتماعي.